# 816 Juliana
816 Juliana eller 1916 YV är en asteroid i huvudbältet, som upptäcktes den 8 februari 1916 av den tyske astronomen Max Wolf. Asteroiden namngavs senare efter Juliana av Nederländerna, dåvarande prinsessa och senare drottning av Nederländerna.
Julianas senaste periheliepassage skedde den 12 april 2020. Dess rotationstid har beräknats till 10,58 timmar.